# XL Airways UK

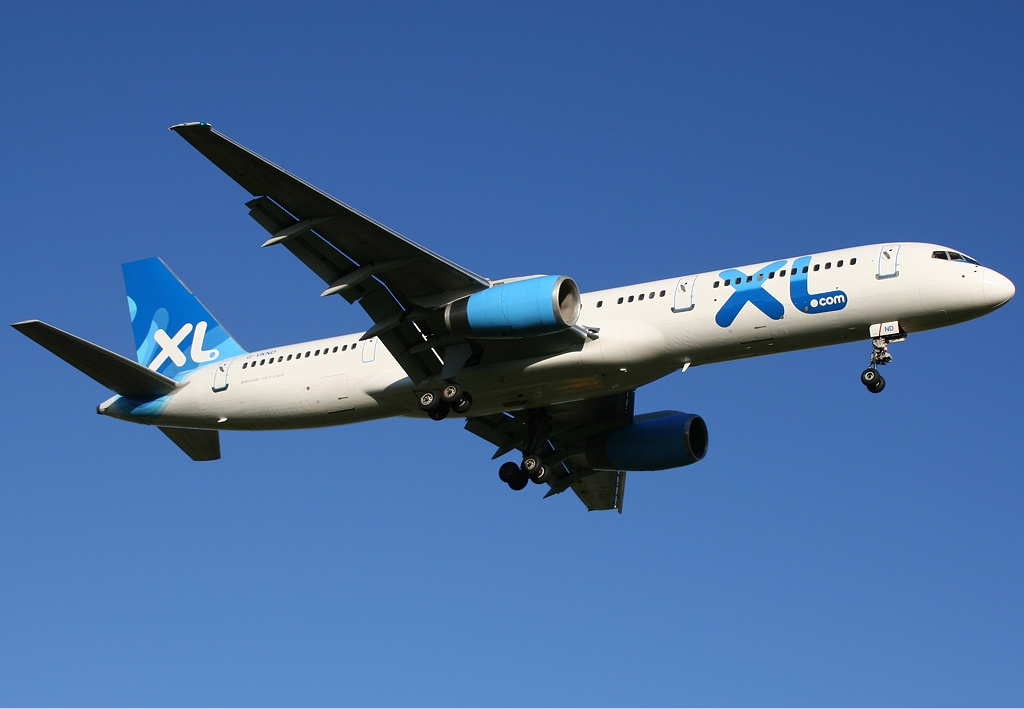
Boeing 757 de XL Airways

XL Airways était une compagnie aérienne anglaise réalisant des vols réguliers, long et moyen courriers, son siège était situé  à Crawley, West Sussex, près de Londres Gatwick. Elle faisait partie du groupe XL Leisure Group. Ses bases opérationnelles étaient Londres Gatwick, Manchester et Glasgow.

## Histoire
La société fut fondée en 1994 sous le nom Sabre Airways. Elle débuta ses opérations le 17 décembre 1994 puis elle changea de dénomination à la suite de la prise de contrôle de 67 % du capital par Libra Holidays Group.
En mars 2006, Excel Airways signe un contrat avec GE Commercial Aviation Services pour l'obtention de deux Boeing 737-900 Next-Generation. Ces appareils seront livrés en mai 2008. Durant cette même année, elle se fait prêter trois Boeing 747-300 auprès de la compagnie Air Atlanta Europe, mais ils seront rendus en novembre 2007, à la fin du leasing.
La compagnie et sa société mère XL Leisure Group font faillite le 12 septembre 2008.

### Identité visuelle (logo)

Logo d'Excel Airways jusqu'en 2006
Logo d'XL Airways à partir de décembre 2006

### XL Airways Ireland
Depuis mai 2007,  XL Airways assure des vols au départ de :
- Dublin ;
- Cork ;
- Knock.

Au départ de Dublin : 
- Bourgas ;
- Faro ;
- Munich ;
- Myconos ;
- Palma de Majorque ;
- Prague ;
- Reus ;
- Santorin ;
- Skiathos ;
- Stockholm ;
- Zante ;
- Zurich.

Au départ de Cork:
- Santorin.

Au départ de Knock :
- Bourgas ;
- Londres Gatwick ;
- Faro.

## Flotte

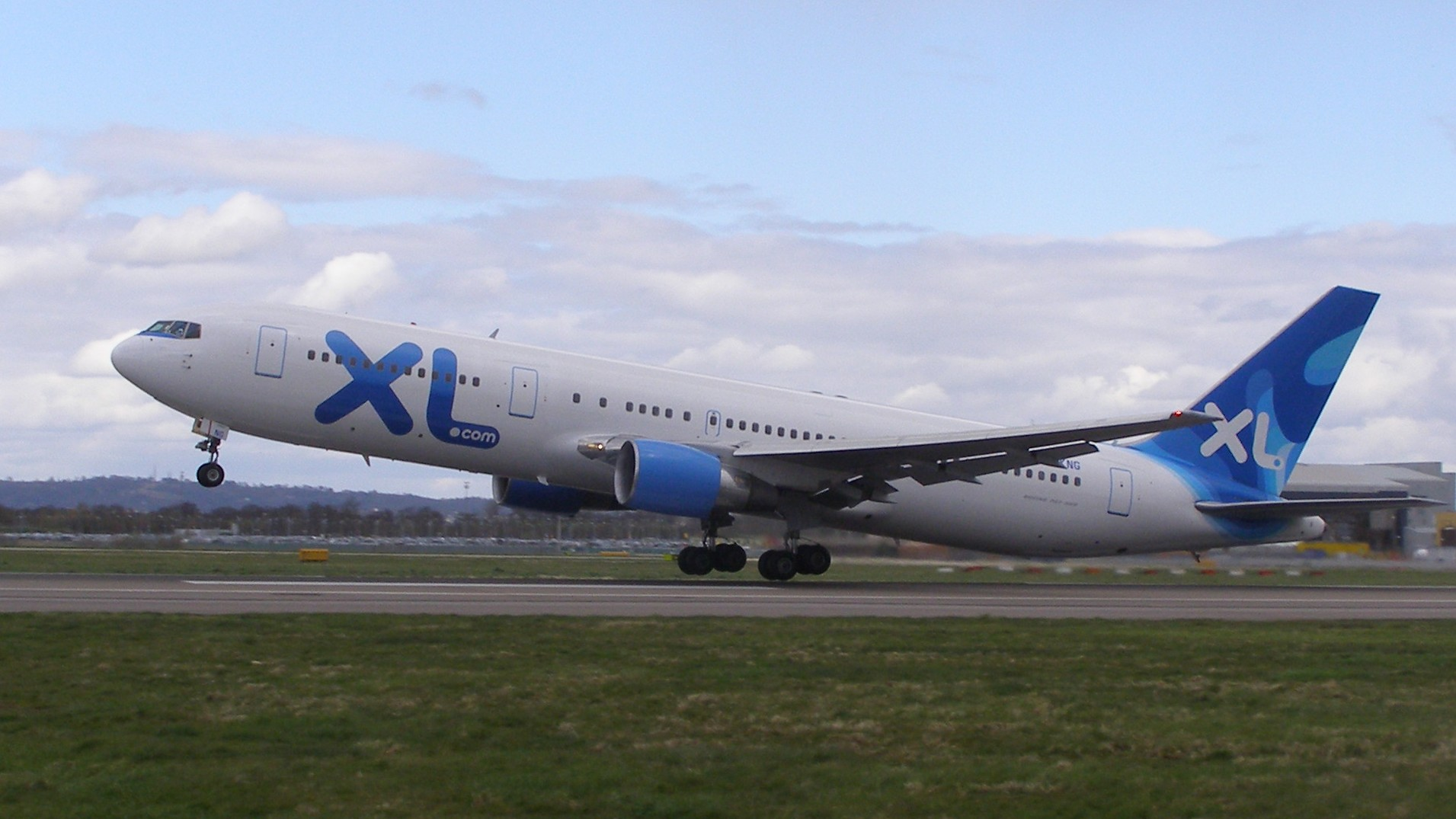
Boeing 767

- 1 Airbus A330.200 Loué à XL Airways France
- 12 Boeing 737-800
- 2 Boeing 737-900ER
- 1 Boeing 767-200ER
- 2 Boeing 767-300ER

Avions en commande :
- 2 Boeing 737-900, première livraison prévue en 2009
- 4 Airbus A330, première livraison novembre 2008